# Uomo-ragno (folclore)
L'uomo-ragno, o uomo ragno, è una figura mitica o del folklore avente caratteristiche che ricordano in parte un ragno e in parte un uomo o una donna (in tal caso la creatura prende il nome di donna-ragno, o donna ragno). Secondo l'area geografica e la popolazione, l'aspetto di tale essere varia sensibilmente, come anche la sua funzione, i lati del suo carattere e la simbologia ad esso attribuita.

## In Africa
Nella mitologia africana del popolo Akan, compare la figura mitologica di Anansi, una creatura che quando è tranquilla assume sembianze umane, ma quando si sente minacciata si trasforma in ragno.

## In Asia
Nel continente asiatico, specie nell'area dell'Oceano Indiano, esseri metà uomini (o donne) e metà ragno compaiono in vari episodi mitologici. In alcuni di questi, come nel caso di Biliku, sono esseri unici e divini, ed hanno un ruolo fondamentale nella creazione dell'universo, della Terra, della vita e, in ultimo, del genere umano.
Esseri, in chiave negativa, compaiono anche nelle credenze giapponesi con il nome di emishi. È possibile, tuttavia, che questo nome ("uomini ragno") si riferisca con disprezzo alla popolazione omonima e sia dunque usato non solo in senso derogativo ma anche figurato. Anche i miti Ainu sono attraversati dalla presenza del cosiddetto popolo Koropok, descritti come "uomini-ragno che vivono in cave di terracotta", forse, a loro volta, rimembranza di un popolo autoctono realmente esistito e cacciato dagli Ainu. Nel folklore giapponese esiste anche uno yōkai chiamato Tsuchigumo.

## In Europa
Praticamente assente dal folklore europeo, questa creatura acquista tuttavia un ruolo di rilievo nella letteratura, nel cinema, nei fumetti, oltre che in giochi di ruolo e videogiochi. Le caratteristiche differiscono molto rispetto a quelle asiatiche e africane.
L'esempio più noto è certo quello dell'Uomo Ragno, un uomo dall'aspetto normale che del ragno acquisisce solo determinate capacità, tali da renderlo un supereroe. Lo scrittore di fantascienza Harl Vincent, in un suo racconto pubblicato su «Astounding Stories» nel 1933, descrive invece degli uomini-ragno la cui cultura è nettamente superiore a quella umana; tali creature, approfittando di un portale che collega il loro mondo alla Terra, progettano di invadere il pianeta per governarlo.
Tra le altre attestazioni, si ricordano quella della Regina Ragno Lolth in due ambientazioni di Dungeons & Dragons, e dei suoi "figli" con il corpo di ragno nella parte inferiore e un corpo umano di un drow dal bacino in su, chiamati drider. Creature molto simili sono presenti anche nel film Spy Kids 2 - L'isola dei sogni perduti.

## America settentrionale
Come avviene nel continente asiatico, le attestazioni di tali creature nel folklore nordamericano sono spesso legate al mito della creazione. Fra tutte, spicca la dea ragno Koyangwuti (o Kohyangwuti) che, secondo gli Hopi, avrebbe aiutato Sokutnang a creare il mondo e popolarlo di esseri umani con un po' di terra e saliva. I prototipi della nuova specie, difettosi e indisciplinati, furono alla fine da lei sostituiti - dopo molti tentativi - da quella attuale cui appartengono gli Hopi stessi ("il ragno è nostra madre" sostengono) e il resto del genere umano.

Interpretati in senso antropologico, i miti degli uomini-ragno nordamericani paiono conservare memoria di tempi preistorici, ricostruendo in modo rudimentale il processo di ominazione.

Miti legati alla donna ragno sono attestati anche presso i Navajo, per i quali tale creatura è spesso un'alleata del genere umano.